# Алексеев, Сергей Викторович (юрист)
Серге́й Ви́кторович Алексе́ев (род. 29 мая 1973 года, Москва, РСФСР, СССР) — российский правовед. По мнению П. В. Крашенинникова, является «основоположником российской школы спортивного права». Доктор юридических наук, профессор. Заслуженный юрист Российской Федерации. Почётный работник высшего профессионального образования Российской Федерации, почётный работник науки и техники Российской Федерации.

## Биография
Родился в 1973 году в Москве. Окончил с отличием Московскую государственную юридическую академию в 1999 г., Московский государственный индустриальный университет в 1995 г. и аспирантуру МГИУ в 1999 г., а также докторантуру МГЮА в 2004 г. С 1996 г. на научно-педагогической работе, периодически преподает в ведущих вузах страны: в Финансовом университете при Правительстве Российской Федерации, в Российском экономическом университете имени Г.В. Плеханова (РЭУ), в Национальном исследовательском университете «Высшая школа экономики», в Российской академии народного хозяйства и государственной службы при Президенте Российской Федерации, в Московском государственном институте международных отношений (Университете) Министерства иностранных дел Российской Федерации, в Московском государственном юридическом университете имени О.Е. Кутафина, в Российском международном олимпийском университете, в Академии труда и социальных отношений Федерации независимых профсоюзов России, во Всероссийском государственном университете юстиции. Алексеев С. В. является главным научным сотрудником Института законодательства и сравнительного правоведения при Правительстве Российской Федерации, заведующим кафедрой «Спортивное право» и руководителем Магистерской программы «Спортивное право (Спортивный юрист)» ИЗиСП при Правительстве РФ.

## Деятельность
В Администрации Президента Российской Федерации Алексеев С.В. является с 2023 г. членом рабочей группы по совершенствованию законодательства Российской Федерации в области физической культуры и спорта Совета при Президенте Российской Федерации по развитию физической культуры и спорта в соответствии с Распоряжением Президента Российской Федерации от 30.10.2018 № 319-рп (в редакции Распоряжения Президента Российской Федерации от 27.04.2023 № 129-рп). В Совете Федерации Федерального Собрания Российской Федерации Алексеев С.В. является с 2017 г. членом Президиума Экспертного совета по физической культуре и спорту Комитета Совета Федерации по социальной политике. В Государственной Думе Федерального Собрания Российской Федерации Алексеев С.В. является с 2022 г. членом рабочей группы Комитета Государственной Думы по физической культуре и спорту «Законодательное обеспечение развития физической культуры и спорта».
Алексеев С.В. — председатель Комиссии по спортивному праву Ассоциации юристов России, заместитель председателя Международного союза юристов (Международный союз общественных объединений юристов – правопреемник Союза юристов СССР), президент Общероссийского общественного движения «Национальное объединение спортивных юристов России»,, вице-президент по спортивному праву Общероссийской физкультурно-спортивной общественной организации «Федерация функционального многоборья», вице-президент по спортивному праву Общероссийской общественной организации «Федерация студенческого бокса России», научный руководитель Автономной некоммерческой организации «Академия спортивного права» при Олимпийском комитете России и Российском государственном университете физической культуры, спорта, молодежи и туризма, член Общественного совета Министерства спорта Российской Федерации, председатель Комиссии по спортивному праву Общественного совета Министерства спорта Российской Федерации.
С.В. Алексеев – основатель отечественной научной и образовательной школы спортивного права, олимпийского права и футбольного права.
С.В. Алексеев – автор широко известных фундаментальных работ — первых в науке и образовании учебников: «Спортивное право России» под редакцией П.В. Крашенинникова (М., 2005, 2007, 2012, 2013, 2014, 2016, 2018, 2020), «Международное спортивное право» под редакцией П.В. Крашенинникова (М., 2008, 2013, 2014, 2016, 2018, 2020), «Олимпийское право» под редакцией П.В. Крашенинникова (М., 2010, 2013, 2014, 2016, 2018, 2020), «Спортивное право. Трудовые отношения в спорте» под редакцией П.В. Крашенинникова (М., 2013, 2014, 2015), «Правовые основы профессиональной деятельности в спорте» (М.: Издательство «Советский спорт», 2013, 2017); «Спортивный менеджмент. Регулирование организации и проведения физкультурных и спортивных мероприятий» под редакцией П.В. Крашенинникова (М., 2014, 2015, 2016, 2017, 2019), «Спортивный маркетинг. Правовое регулирование» под редакцией П.В. Крашенинникова (М., 2015, 2017, 2019), «Футбольное право» под редакцией П.В. Крашенинникова (М., 2015, 2017, 2019), «Маркетинговое право» (М., 2002, 2003, 2004) и др.
Является главным редактором журналов «Спорт: экономика, право, управление» издательской группы «Юрист» и «Право и государство: теория и практика» (оба входят в Список научных журналов ВАК Минобрнауки России), членом редакционных советов журналов «Закон и право», «Государственная служба и кадры», «Культура физическая и здоровье», «Вестник Московского университета МВД России» и «Образование. Наука. Научные кадры», «Вестник Московской академии Следственного комитета Российской Федерации», «Расследование преступлений: проблемы и пути их решения» (журнал научно-практических трудов Московской академии следственного комитета Российской Федерации) (все входят в указанный выше список), The e-Lex Sportiva Journal — официального журнала Международной ассоциации спортивного права (ИАСЛ) — International Association of Sports Law (IASL), федерального научно-практического журнала при Государственной Думе «Берегиня», членом редакционной коллегии Энциклопедии отечественного спорта, а также является членом Диссертационного совета на соискание ученых степеней доктора и кандидата юридических наук Д 503.001.01 на базе Федерального государственного научно-исследовательского учреждения «Институт законодательства и сравнительного правоведения при Правительстве Российской Федерации», арбитром Спортивно-дисциплинарного комитета Континентальной хоккейной лиги, членом Апелляционного комитета Федерации хоккея России, арбитром Спортивного арбитража при Торгово-промышленной палате Российской Федерации.
Принимает участие в правовой и законотворческой работе Администрации Президента Российской Федерации, Правительства Российской Федерации, Государственной Думы и Совета Федерации Федерального Собрания, Министерства спорта Российской Федерации, Министерства образования и науки Российской Федерации и других органов государственной власти, а также Общественной палаты Российской Федерации, Олимпийского комитета России и ряда спортивных федераций страны. Участник рабочих групп по разработке федеральных законов «О физической культуре и спорте в Российской Федерации», «О лицензировании отдельных видов деятельности», «О государственной регистрации юридических лиц и индивидуальных предпринимателей», «О защите прав юридических лиц и индивидуальных предпринимателей при проведении государственного контроля (надзора)», «Об образовании в Российской Федерации», Гражданского кодекса РФ, Трудового кодекса РФ, Кодекса РФ об административных правонарушениях, Уголовного кодекса РФ и др., постановлений и распоряжений Правительства РФ, регулирующих отношения в сфере физической культуры, спорта и предпринимательства.
Алексеев С.В. — активный защитник прав спортсменов и спортивных интересов страны. 
27 мая 2023 г. в г. Ташкенте Кабаевым Маратом Вазиховичем – президентом Международной Ассоциации Исламского Бизнеса и Алексеевым Сергеем Викторовичем – председателем Комиссии Ассоциации юристов России по спортивному праву совершено Соглашение о сотрудничестве, в свете которого организуются совместные мероприятия, направленные на развитие спортивного движения на российском и международном уровнях.

## Награды и звания
Сергей Алексеев удостоен следующих государственных, ведомственных и общественных наград:
- заслуженный юрист Российской Федерации (указ Президента Российской Федерации от 06 августа 2021 года № 455)[26];
- почётный работник высшего профессионального образования Российской Федерации[26];
- почётный работник науки и техники Российской Федерации[26];
- медаль Анатолия Кони Минюста России[26];
- медаль Петра Лесгафта минспорта России[26];
- медаль Николая Озерова минспорта России[26];
- почётная грамота председателя государственной думы[26];
- наградное оружие следственного комитета России[26];
- именное оружие МВД России[26];
- почётная грамота и благодарность министра спорта России[26];
- почетная грамота и благодарности секретаря и почётного секретаря Общественной палаты Российской Федерации[26];
- благодарность Совета Федерации[26];
- благодарность председателя Ассоциации юристов России[26];
- и др.

## Основные труды
В общей сложности опубликовал свыше 550 научно-практических работ (в том числе более 30 книг) по проблемам права: спортивного, трудового, административного, финансового, предпринимательского, маркетингового права и др. сфер правоведения, а также маркетинга и менеджмента, изданных в России и за рубежом.
Основные учебные издания
- Алексеев С. В. Спортивное право: Учебник для студентов вузов, обучающихся по направлениям «Юриспруденция» и «Физическая культура» / Под ред. П. В. Крашенинникова. 5-е изд., перераб. и доп. — М.: ЮНИТИ-ДАНА, Закон и право, 2016, 2018, 2021. — 927 с. — ISBN 978-5-238-02864-4 — 20000 экз. (Серия «ЗОЛОТОЙ ФОНД РОССИЙСКИХ УЧЕБНИКОВ») (со вступительной статьей Президента Всероссийской федерации художественной гимнастики, д.п.н. профессора И. А. Винер-Усмановой).
- Алексеев С. В. Правовые основы профессиональной деятельности в спорте: учебник для образовательных учреждений высшего профессионального образования по направлениям 034300 — Физическая культура [с присвоением квалификации (степени) бакалавра] и 034400 — Физическая культура для лиц с отклонениями в состоянии здоровья (адаптивная физическая культура). Изд. 2-е, испр. и доп. — М.: Спорт, 2017. — 672 с. — ISBN 978-5-906839-91-6 — 5000 экз.
- Алексеев С. В. Футбольное право. Учебник / Под ред. П. В. Крашенинникова. — М.:ЮНИТИ-ДАНА, 2015, 2017, 2019, 2020. — 879 с. — ISBN 978-5-238-02719-7 — 20000 экз.
- Алексеев С. В. Спортивный маркетинг. Правовое регулирование. Учебник / Под ред. П. В. Крашенинникова. — М.: ЮНИТИ-ДАНА, 2015, 2017, 2020. — 647 с. — ISBN 978-5-238-02624-4 — 20000 экз.
- Алексеев С. В. Спортивный менеджмент. Регулирование организации и проведения физкультурных и спортивных мероприятий. Учебник. / Под ред. П. В. Крашенинникова. — М.: ЮНИТИ-ДАНА, 2014, 2015, 2016, 2017, 2019, 2021. — 687 с. — ISBN 978-5-238-02540-7 — 20000 экз.
- Алексеев С. В. Спортивное право. Трудовые отношения в спорте: учебник для студентов вузов, обучающихся по направлениям «Юриспруденция» и «Физическая культура и спорт» / Под ред. П. В. Крашенинникова. 2-е изд., перераб. и доп — М.: ЮНИТИ-ДАНА, 2014, 2015, 2018, 2020. — 647 с. — ISBN 978-5-238-02493-6 — 20000 экз.
- Алексеев С. В. Олимпийское право. Правовые основы олимпийского движения: учебник для студентов вузов, обучающихся по направлениям «Юриспруденция» и «Физическая культура и спорт» / Под ред. П. В. Крашенинникова. — М.: ЮНИТИ-ДАНА, 2010, 2013, 2014, 2016, 2018, 2020, 2022. — 687 с. — ISBN 978-5-238-01667-2 — 10000 экз. (со вступительной статьей Президента Всероссийской федерации художественной гимнастики, д.п.н. профессора И. А. Винер-Усмановой)
- Алексеев С. В. Правовые основы профессиональной деятельности в спорте: учебник для образовательных учреждений высшего профессионального образования по направлениям 034300 — Физическая культура [с присвоением квалификации (степени) бакалавра] и 034400 — Физическая культура для лиц с отклонениями в состоянии здоровья (адаптивная физическая культура). — М.: Советский спорт, 2013. — 517 с.
- Алексеев С. В. Спортивное право России: Учебник для студентов вузов, обучающихся по направлениям 030500 «Юриспруденция» и 032101 «Физическая культура и спорт» / Под ред. П. В. Крашенинникова. 4-е изд., перераб. и доп. — М.: ЮНИТИ-ДАНА, Закон и право, 2013, 2014. — 695 с. — ISBN 978-5-238-02447-9 — 15000 экз. (Серия «ЗОЛОТОЙ ФОНД РОССИЙСКИХ УЧЕБНИКОВ») (со вступительной статьей Президента Всероссийской федерации художественной гимнастики, д.п.н. профессора И. А. Винер-Усмановой).
- Алексеев С. В. Спортивное право. Трудовые отношения в спорте: учебник для студентов вузов, обучающихся по направлениям «Юриспруденция» и «Физическая культура и спорт» / Под ред. П. В. Крашенинникова. — М.: ЮНИТИ-ДАНА, 2013. — 647 с. — 978-5-238-02338-0 — 15000 экз.
- Алексеев С. В. Спортивное право России: Учебник для студентов вузов, обучающихся по направлениям 030500 «Юриспруденция» и 032101 «Физическая культура и спорт» / Под ред. П. В. Крашенинникова. 3-е изд., перераб. и доп. — М.: ЮНИТИ-ДАНА, Закон и право, 2012, 2014, 2016. — 1055 с. (со вступительной статьей Президента Всероссийской федерации художественной гимнастики, д.п.н. профессора И. А. Винер-Усмановой)
- Алексеев С. В. Международное спортивное право. Учебник/ Под ред. П. В. Крашенинникова. — М.: ЮНИТИ-ДАНА, 2008, 2013, 2014, 2016, 2018, 2020. — 895 с. (со вступительной статьей Президента Всероссийской федерации художественной гимнастики, д.п.н. профессора И. А. Винер-Усмановой)
- Алексеев С. В. Спортивное право России. Правовые основы физической культуры и спорта. Учебник / Под ред. П. В. Крашенинникова. 2-е изд., перераб. и доп. — М.: Закон и право, ЮНИТИ-ДАНА, 2007. — 669 с. (со вступительной статьей Президента Всероссийской федерации художественной гимнастики, д.п.н. профессора И. А. Винер-Усмановой)
- Алексеев С. В. и др. Маркетинг: Учебник для вузов / Под ред. Н. Д. Эриашвили. 3-е изд., перераб. и доп. — М.: ЮНИТИ-ДАНА, 2005. — 631 с.
- Алексеев С. В. и др. Международный маркетинг: учебное пособие для студентов высших учебных заведений, обучающихся по специальностям 061500 «Маркетинг», 060800 «Экономика и управление на предприятии» и 351300 «Коммерция» / Под ред. Н. А. Нагапетьянца. — М.: ЮНИТИ, 2005. — 271 с.
- Алексеев С. В. Спортивное право России. Правовые основы физической культуры и спорта. Учебник / Под ред. П. В. Крашенинникова. — М.: Закон и право, ЮНИТИ-ДАНА, 2004, 2005. — 671 с. (со вступительной статьей Президента Всероссийской федерации художественной гимнастики, д.п.н. профессора И. А. Винер-Усмановой)
- Алексеев С. В. Маркетинговое право России. Учебник для вузов. — М.: Норма, 2004. — 640 с.
- Алексеев С. В. Правовое регулирование предпринимательской деятельности. Учебное пособие для вузов. — М.: Закон и право, ЮНИТИ-ДАНА, 2004. — 502 с.
- Алексеев С. В. Маркетинговое право России : Учеб. для вузов. — М. : Норма, 2003. — 622 с.
- Алексеев С. В. Правовое регулирование маркетинговой деятельности. Учебное пособие для вузов / Гл. ред.: Эриашвили Н. Д. — М.: ЮНИТИ-ДАНА, 2003. — 463 с.
- Алексеев С. В. Маркетинговое право: Крат. учеб. курс. — М. : Норма ИНФРА-М, 2002. — 307 с.
- Алексеев С. В. Правовое обеспечение маркетинга в Российской Федерации. Учеб. и науч.-практ. пособие. — М.: Изд-во МГИУ, 2001. — 634 с.
- Алексеев С. В. Основы маркетингового права : (Правовое регулирование маркетинга в Рос. Федерации) Курс лекций. — М.: Изд-во МГИУ, 2000. — 600 с.
- Алексеев С. В., Петренко С. Н. Правовые основы физической культуры и спорта в Российской Федерации. — М.: Изд-во МГИУ, 2000. — 139 с.

Основные научные монографии, научно-популярные и учебно-методические издания
- Алексеев С. В. и др. Основы медико-биологического обеспечения подготовки спортсменов. Настольная книга тренера. М.: Министерство спорта Российской Федерации: ООО «ПРИНТЛЕТО», 2022. — 512 с. — ISBN 978-5-6047734-3-7 — 4900 экз.
- Алексеев С. В. и др. Научно-практический комментарий к разделу VI Трудового кодекса Российской Федерации (главы 20—22) «Оплата и нормирование труда». М.: Институт законодательства и сравнительного правоведения при Правительстве Российской Федерации: ООО «ЮРИДИЧЕСКАЯ ФИРМА КОНТРАКТ», 2020. — 144 с. — ISBN 978-5-6044816-5-3 — 500 экз.
- Алексеев С. В. и др. Спортивное право: договорные отношения в спорте (учебное пособие) / Под редакцией Алексеева С.В. М.: Издательство ЮРАЙТ, 2020. — 107 с. — (Высшее образование). — ISBN 978-5-534-12723-2 — 1000 экз.
- Алексеев С. В. и др. Спортивное право в Республике Беларусь (учебное пособие для вузов). Минск: ОО «Белорусский республиканский союз юристов»: ОДО «Издательство „Четыре четверти“», 2019. — 422 с. — ISBN 978-985-581-285-3 — 1000 экз.
- Алексеев С. В. и др. Физическая культура и спорт в образовательном пространстве России: Монография. М.: ООО НИЦ «Еврошкола», Воронеж: ООО «Издательство РИТМ», 2017. — 520 с. — ISBN 978-5-6040142-5-7 — 450 экз.
- Алексеев С. В. Футбольное право: возникновение, становление, перспективы развития: Монография. М.: Изд-во МГИУ, 2014. — 344 с. — ISBN 978-5-276-02329-8 — 1000 экз.
- Алексеев С. В. Футбольное право: теоретические основы. Монография. М.: ПРОБЕЛ-2000, 2014. — 212 с. — ISBN 978-5-98604-483-5 — 1000 экз.
- Алексеев С. В. и др. Физическая культура и спорт в Российской Федерации: новые вызовы современности: Монография. М.: Науч.-изд. центр «Теория и практика физической культуры и спорта», 2013. — 780 с. — ISBN 978-5-93512-067-2 — 1000 экз.
- Алексеев С. В. Административно-правовое регулирование предпринимательской деятельности. — М.: Изд-во МГИУ, 2005. — 320 с. — ISBN 5-276-00679-2 — 1000 экз.

Некоторые статьи в рецензируемых научных журналах
- Алексеев С. В. Футбольное право // Образование, наука, научные кадры. — 2015. — № 3.
- Алексеев С. В. Источники футбольного права // Право и государство: теория и практика. — 2015. — № 8.
- Алексеев С. В. Система футбольного права // Право и государство: теория и практика. — 2015. — № 6.
- Алексеев С. В. Футбольное право как новая учебная дисциплина // Право и государство: теория и практика. — 2015. — № 5.
- Алексеев С. В. Футбольное право как новейшая область научного правоведения // Право и государство: теория и практика. — 2015. — № 4.
- Алексеев С. В. Футбольное право как новейший институт спортивного права // Право и государство: теория и практика. — 2015. — № 3.
- Алексеев С. В., Бариев М. М., Гостев Р. Г. Физическая культура и спорт: источники нормативного регулирования в современный период // Культура физическая и здоровье. — 2015. — № 4(55).
- Алексеев С. В. Актуальные вопросы урегулирования спортивных споров в сфере спортивного движения // Трудовое право в России и за рубежом. — 2015. — № 2.
- Алексеев С. В. Спортивный маркетинг: особенности рекламы в сфере физической культуры и спорта // Право и государство: теория и практика. — 2014. — № 11.
- Алексеев С. В. Правовое регулирование спортивного маркетинга // Законы России: опыт, анализ, практика. — 2014. — № 9.
- Алексеев С. В., Гостев Р. Г. Трудовые отношения в спорте: правовое регулирование страхования жизни и здоровья спортсменов и тренеров // Культура физическая и здоровье. — 2014. — № 3(50).
- Алексеев С. В., Гриб В. В. Концепция создания в Общественной палате Российской Федерации Комиссии по развитию физической культуры, спорта и олимпийского движения // Юридический мир. — 2013. — № 10 (202).
- Алексеев С. В., Гефтер Ю. А., Иногамова-Хегай Л. В. Правовое положение профсоюзов в США: история и современность // Труд и социальные отношения. — 2013. — № 7 (109), 12 (114).
- Алексеев С. В., Брусникина О. А., Гостев Р. Г. Усиление мер социальной защиты спортсменов и тренеров как одно из приоритетных направлений государственной политики в области физической культуры и спорта: современные проблемы и пути их решения // Культура физическая и здоровье. — 2012. — № 2(38).
- Алексеев С. В. Проблемы правового регулирования олимпийского движения // Культура физическая и здоровье. — 2011. — № 2(32).
- Алексеев С. В., Шевченко О. А. Дополнительные основания прекращения трудового договора со спортсменом по инициативе работодателя // Законы России: опыт, анализ, практика. — 2011. — № 4. — С. 13-15.
- Алексеев С. В. Актуальные вопросы спортивного и игрового права в России // Третейский суд. — 2010. — № 4. — С. 57-69.
- Алексеев С. В. Интеллектуально-коммерческие игры: предпосылки и путь к легализации в России // Юридический мир. — 2010. — № 11. — С. 22-27.
- Алексеев С. В. Спортсмены VS компенсационные выплаты бывшим работодателям // Трудовые споры. — 2010. — № 7.
- Алексеев С. В. Масс-медиа и государственное управление. Некоторые административно-правовые аспекты // Закон и право. — 2005. — № 5.
- Алексеев С. В. Концепция административно-хозяйственного правоотношения // Закон и право. — 2005. — № 3.
- Алексеев С. В. Государственное регулирование физкультуры и спорта в постсоциалистический период. Историко-правовое исследование // Закон и право. — 2004. — № 10. — С. 13-16.
- Алексеев С. В. Предпринимательство и маркетинг: административно-правовые аспекты // Закон и право. — 2004. — № 1. — С. 10-13.
- Алексеев С. В. Государственное регулирование маркетинга в Российской федерации // Государственная служба. — 2003. — № 4.
- Алексеев С. В. Маркетинговая деятельность: некоторые правовые аспекты // Журнал российского права. — 2003. — № 9. — С. 83-95.
- Алексеев С. В. Правовое регулирование российского маркетинга // Закон и право. — 2003. — № 5. — С. 23-25.
- Алексеев С. В. Механизм оценки эффективности государственного регулирования предпринимательской деятельности // Инновации. — 2003. — № 8 (65).
- Алексеев С. В. Правовые основы маркетинга // Практический маркетинг. — 2003. — № 4.
- Алексеев С. В. Физкультурно-спортивное право как новая комплексная отрасль российского права // Право и жизнь. — 2001. — № 38.
- Алексеев С. В. Предпосылки становления физкультурно-спортивного права в Российской Федерации // Право и жизнь. — 2001. — № 37.

Интервью в рецензируемых научных журналах
- Интервью с Председателем Комиссии Ассоциации юристов России по спортивному праву С. В. Алексеевым // Юрист. — 2009. — № 7. — С. 4-19.